# Осипов, Егор Павлович
Егор Павлович Осипов (бел. Ягор Паўлавіч Осіпаў; род. 4 января 2003, Минск) — белорусский футболист, защитник клуба БАТЭ.

## Карьера

### БАТЭ

#### Аренда в «Макслайн»
Воспитанник минской СДЮШОР-5, где первым тренером футболиста был Игорь Германович Круглов. Позже перебрался в борисовский БАТЭ. В 2019 году стал выступать за дублирующий состав клуба. За основную команду клуба дебютировал 28 июня 2023 года в матче Кубка Беларуси против клуба «Миоры», выйдя на замену в начале второго тайма. В августе 2023 года на правах арендного соглашения присоединился к «Макслайну» до конца сезона. Дебютировал за клуб 4 августа 2023 года в матче против «Барановичей», выйдя на поле в стартовом составе и отличившись дебютным забитым голом. На протяжении сезона был в клубе одним из ключевых игроков, отличившись забитым голом и 2 результативными передачами. По итогу сезона вместе с клубом завершил чемпионат на итоговом пятом месте. По окончании срока арендного соглашения покинул клуб.

#### Сезон 2024
В январе 2024 года присоединился к основной команде борисовского БАТЭ, вместе с которой стал готовиться к новому сезону. Новый сезон начал 10 марта 2024 года с ответного четвертьфинального матча Кубка Беларуси против минского «Динамо», выйдя на замену на 77 минуте. Дебютный матч в чемпионате сыграл 16 марта 2024 года против столичного «Минска», выйдя на замену на 88 минуте. В марте 2024 года подписал с клубом новый трёхлетний контракт. В апреле 2024 года также отправился в распоряжение второй команды. Дебютный матч за команду сыграл 20 апреля 2024 года против «Островца», выйдя на поле в стартовом составе. Первым забитым голом за клуб отличился 7 июля 2024 года   в матче против жодинского «Торпедо-БелАЗ-2». На протяжении сезона выступал преимущественно во второй команде клуба, в то время как в основной был игроком замены. По итогу сезона вместе с клубом завершил чемпионат на итоговом восьмом месте.

#### Сезон 2025
В начале 2025 года стал полноценно готовиться к новому сезону с основной командой борисовского клуба. Первый матч в новом сезоне сыграл 28 марта 2025 года против «Ислочи», выйдя на поле в стартовом составе. Первым результативным действием за клуб отличился 26 мая 2025 года в матче против «Сморгони», отдав голевую передачу.

## Международная карьера
В августа 2019 года получил вызов в юношескую сборную Беларуси до 17 лет. Дебютировал за сборную 29 августа 2019 года в товарищеском матче против сборной Турции. В январе 2020 года в составе сборной отправился выступать на Кубок Развития. В финале турнира 25 января 2020 года в серии пенальти победили сборную Таджикистана в серии пенальти и стали обладателем титула. Дебютный матч за юношескую сборную Беларуси до 19 лет сыграл 2 июня 2021 года в товарищеском матче против сборной Азербайджана.